# Susan Rose Behr
Susan Rose Behr (* in Philadelphia, Pennsylvania) ist eine Filmproduzentin aus dem Bereich der Dokumentarfilme.

## Leben
Susan begann am Theater zu arbeiten. Sie gehört zu den Gründern des Summer Theaters in Haverford, Pennsylvania.
Behr gelang es mit ihren beiden Dokumentarfilmen, die 2003 und 2006 veröffentlicht und von Nathaniel Kahn, mit dem sie verheiratet ist, inszeniert wurden, für den News & Documentrary Emmy Award und den Oscar nominiert zu werden.

## Filmographie
- 2003: My Architect
- 2006: Two Hands – The Leon Fleisher Story

## Nominierungen
- 2004: Nominierung mit My Architect für den Oscar als Beste Dokumentarfilm
- 2004: Nominierung mit My Architect für den News & Documentrary Emmy Award als Outstanding Cultural & Artistic Programming
- 2007: Nominierung mit Two Hands – The Leon Felisher-Story für den Oscar als Bester Dokumentar-Kurzfilm
- 2008: Nominierung mit Two Hands – The Leon Felisher-Story für den News & Documentrary Emmy Award als Bester Dokumentarfilm